# Рисунок семьи
Рисунок семьи — графическая проективная методика, позволяющая получить информацию об особенностях семейных отношений. Данная методика применяется для диагностики детей, начиная с 3-4-хлетнего возраста. В качестве обследуемого может выступать не только ребёнок, но и взрослый.

## История создания методики
Исторически возникновение методики «Рисунок семьи» связано с развитием проективной психологии, в частности с развитием интереса к рисуночным методикам, который особенно возрос после выхода в свет работ К. Маховер и Дж. Бака. Рисуночные тесты приобрели большую популярность среди психологов в 40-50-х гг. XX века. В различных странах её изучение связывается с различными авторами: в США — с Хьюлсом В. и Резниковым М., во Франции — с Миньковским Е. и Поро М. Впервые применение методики «Рисунок семьи» для психологического обследования семейных взаимоотношений было показано в работах В. Вольфа . В.Вольф предлагал детям нарисовать свою семью, впоследствии он анализировал рисунок по следующим параметрам: 
1. последовательность изображения членов семьи,
2. пространственное расположение членов семьи,
3. состав нарисованной семьи по сравнению с реальной семьёй,
4. отличия между графическими репрезентациями в величине и других деталях.

Дальнейшие исследования по изучению рисунка семьи опирались на схему, предложенную В. Вольфом, при этом в новых работах отмечались модификация инструкции и расширение диапазона интерпретируемых показателей.

## Процедура
В стандартной методике «Рисунок семьи» обследуемому дают лист белой бумаги, карандаш и ластик, и просят его изобразить свою семью. Во время выполнения методики исследователь фиксирует любые проявления невербального поведения обследуемого, а также следит за последовательностью рисования персонажей. После выполнения задания обследуемого просят идентифицировать нарисованные фигуры, далее с ним проводится беседа в свободной форме, в которой исследователь задаёт уточняющие вопросы по рисунку. По описанию рисунка обследуемым и другим показателям исследователь делает вывод об атмосфере в семье, о взаимоотношениях между членами семьи.
Существует иной способ применения данной методики. Чаще такой вариант её выполнения применяется во время семейного консультирования. Исследователь проводит данную методику не только с ребёнком, но и с обоими родителями, что помогает оценить различные точки зрения на то, как семейные отношения воспринимаются матерью, отцом и ребёнком. Таким образом, сопоставление полученных результатов даёт наиболее содержательную информацию о семейных взаимоотношениях и детско-родительских отношениях.

## Модификации методики «Рисунок семьи»

### Кинетический рисунок семьи
Данная модификация была предложена Бернсом Р. и Кауфманом С. в 1972 г.. Одни из самых популярных работ по данной методике на русском языке принадлежат Хоментаускасу Г. и Венгеру А. Л.. В «Кинетическом рисунке семьи» обследуемого просят нарисовать свою семью с таким условием, чтобы каждый член семьи был занят определённым делом, выполнял какое-либо действие. Такое условие для изображения семьи даёт больше информации о том, как ребёнок воспринимает распределение ролей в семье и функции, выполняемые каждым членом семьи. 

### Рисунок семьи животных
В методике «Рисунок семьи животного» обследуемого просят нарисовать семью, состоящую из животных, с таким условием, чтобы все члены семьи были разными животными. При последующем описании рисунка ассоциации обследуемого будут определяться его собственными самоощущениями и переживаниями в своей семье. После выполнения задания рисунок обсуждается также, как в стандартной форме. Такой вариант «Рисунка семьи» в некоторых случаях может оказаться более информативным, чем стандартный «Рисунок семьи» и «Кинетический рисунок семьи», так как диагностическая направленность этого варианта менее всего очевидна. Эту методику можно использовать вместо «Рисунка семьи» или в сочетании с ним для получения дополнительных данных.

## Интерпретационные показатели
- Нажим на карандаш — показатель психомоторного тонуса
- Особенности линий
- Размер рисунка
- Расположение рисунка на листе
- Тщательность и детализированность рисунка
- Дополнительные особенности рисунков (стирание и исправление линий / штриховка рисунка карандашом (размашистая, особо тщательная штриховка, штриховка с сильным нажимом и т. д.) / отклонение от вертикали / нарушение симметрии / двигательные персеверации / распад формы, часто неопределённый, замкнутый контур / не относящиеся к основному сюжету линии и штрихи / грубое искажение формы или пропорций)
- Способ изображения рисунка человека (головоног / схематический рисунок, рисунок линиями / промежуточный между схематическим и пластическим / карикатурный)
- Выражение лица
- Поза, ракурс
- Изображение какого-либо персонажа
- Особенности изображения частей тела человека, его головы, глаз, рта, ушей, носа, причёски, фигуры, рук, ног, признаков пола.
- Дополнительные детали (украшения / игрушки / оружие / раны / татуировки / внутренние органы / пейзаж / мебель)
- Особенности рисунка семьи (отсутствие себя / отсутствие кого-нибудь из членов семьи / наличие членов семьи, отсутствующих в реальности / включение домашних животных / отношения «выше-ниже» (по росту или местоположению) / особо мелкое (крупное) изображение персонажа / обращённость членов семьи друг к другу / сверхплотное расположение фигур / удалённость персонажей / изолированность одного из персонажей / поза и изображение лица членов семьи / агрессивная символика / наличие большого количества предметов)

## Достоинства и недостатки методики «Рисунок семьи»

### Достоинства
- Процесс рисования оказывает на человека растормаживающее действие, уменьшает напряжение, способствует установлению эмоционального контакта во время психологического консультирования.
- Удобство в применении: лист бумаги и карандаш — весь инструментарий для проведения методики
- «Рисунок семьи» — высокоинформативное средство познания личностной сферы человека, отражающее то, как ребёнок воспринимает себя и других членов своей семьи, какие чувства он при этом испытывает.
- Процесс рисования обладает психотерапевтическим действием. В рисунке человек избавляется от напряжения, проигрывает возможные решения ситуации.

### Недостатки
- Фрагментарность методики
- Недостаточная валидность интерпретации рисунка
- Недостаточная обоснованность интерпретации показателей «Рисунка семьи» как психодиагностического инструмента.